# Villy-Bocage
Villy-Bocage é uma comuna francesa na região administrativa da Normandia, no departamento Calvados. Estende-se por uma área de 11,33 km². Em 2010 a comuna tinha 768 habitantes (densidade: 67,8 hab./km²).